# Explosionskatastrophe von Kunshan 2014
Die Explosionskatastrophe in Kunshan (Provinz Jiangsu, Volksrepublik China) ereignete sich am 2. August 2014 um 7:37 Uhr. In der Autoteilefabrik Zhongrong Metal Products wurden Radnaben poliert. Der dabei entstandene Staub hatte eine Staubexplosion verursacht, durch die 75 Menschen getötet und 185 weitere verletzt wurden.

## Quelle
- Süddeutsche Zeitung vom 6. August 2014